# Velimir Chlebnikov

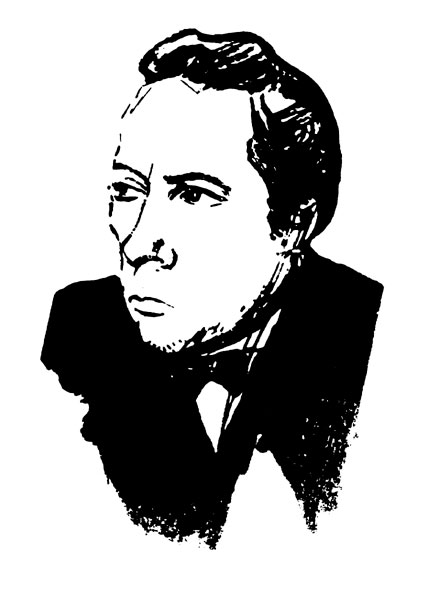
Velimir Chlebnikov porträtterad av Vladimir Majakovskij, 1916.

Velimir Chlebnikov (ryska: Велимир Хлебников), född Viktor Vladimirovitj Chlebnikov (ryska: Виктор Владимирович Хлебников) den 9 november (28 oktober enligt gamla stilen) 1885 i byn Malyje Derbety i norra Kalmuckien, död den 28 juni 1922 i byn Santalovo nära Novgorod, var en framträdande rysk poet förbunden med futurismen.

## Liv och verk
Velimir Chlebnikov studerade som ung vid Kazanuniversitetet. Ett första akademiskt arbete av honom var en ornitologisk forskningsrapport "om gökens förekomst i guvernementet Kazan". Samma dag som han fyllde 21 år, den 8 november 1906, deltog han i studentdemonstrationer riktade mot tsar Nikolaj II, i efterdyningarna av ryska revolutionen 1905. Chlebnikov arresterades och satt fängslad i en månad. Han fortsatte inte sina studier vid detta universitet utan flyttade efter ett par år istället till Sankt Petersburg och skrev in sig vid Sankt Petersburgs universitets naturvetenskapliga fakultet.
Tillsammans med bland andra Vladimir Majakovskij skrev han 1912 futurismens manifest En örfil åt den offentliga smaken.
En kort dikt daterad 1913 lyder:
När hästar dör - då flämtar de,

När gräset dör - då torkar det,

När solar dör - då slocknar de,

när mänskan dör - då sjunger hon visor.

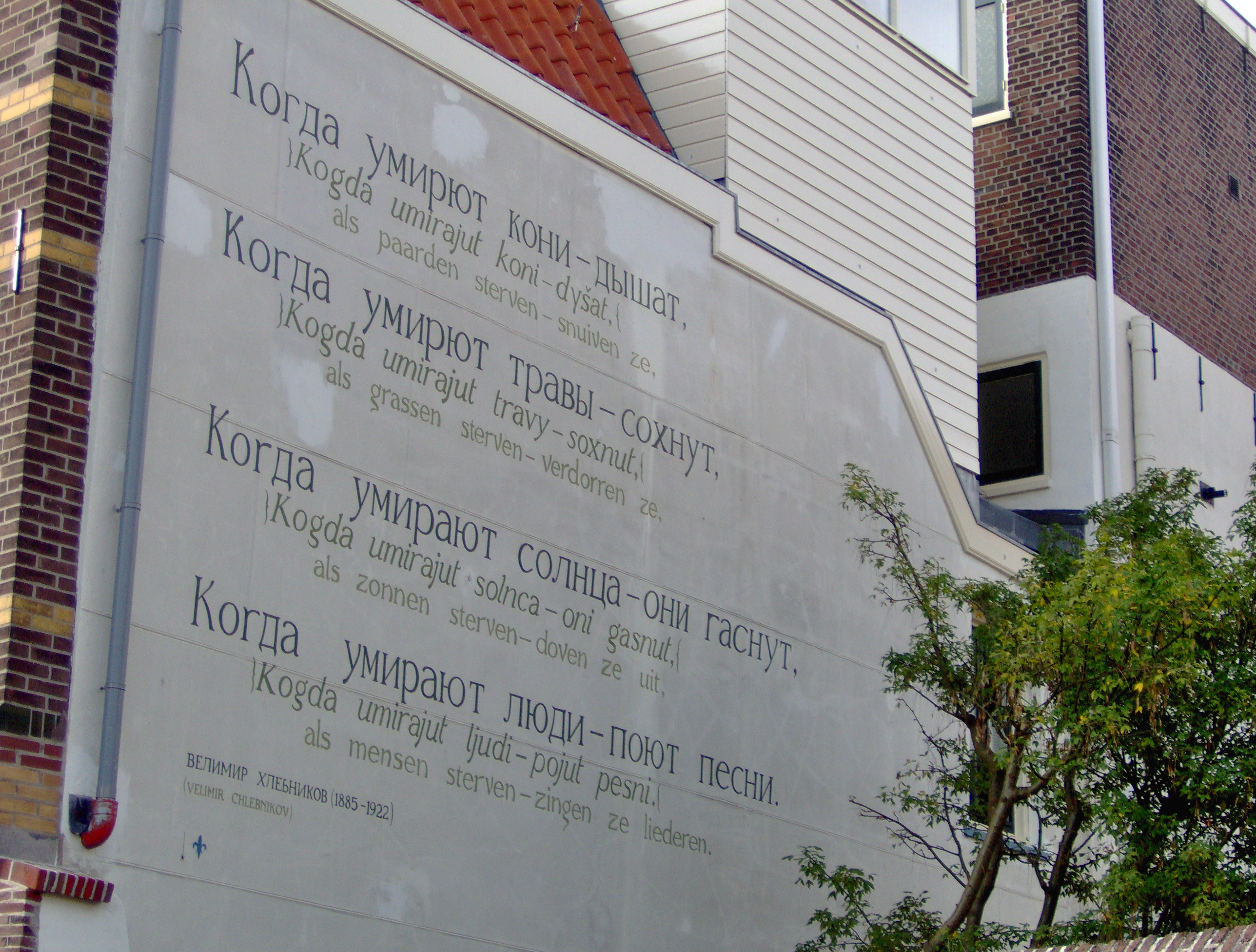
Chlebnikovs dikt Kogda umirajut koni… ('När hästar dör…') som väggdikt på Apothekersdijk 26 i den nederländska staden Leiden.

Chlebnikov intresserade sig för talmystik (framför allt 317 och 365 var viktiga tal) och ville använda obrukade samklanger, ordrotation och hemligt språk i sin poesi.
Med språklig briljans hyllade Chlebnikov 1600-talets upproriske kosackledare Stenka Razin med en palindrom på 408 rader.
I Astrachan finns ett Chlebnikovmuseum.

## Utmärkelser
Asteroiden 3112 Velimir är uppkallad efter honom.